# Indiai kétrúpiás érme
Az indiai ₹2-s vagy kétrúpiás érme az indiai rúpia harmadik legkisebb forgalomban lévő érméje.

## Adatok
| Előlap | Hátlap | Átmérő   | Tömeg  | Vastagság | Összetétel        | Verési évek | Jegyzetek |
| ------ | ------ | -------- | ------ | --------- | ----------------- | ----------- | --------- |
|        |        | 26 mm    | 6 g    | 1,71 mm   | Réz-nikkel        | 1992-2004   | [ 1 ]     |
|        |        | 26,75 mm | 5,8 g  | 1,3 mm    | Rozsdamentes acél | 2005-2007   | [ 2 ]     |
|        |        | 27 mm    | 5,8 g  | 1,5 mm    | Rozsdamentes acél | 2007-2011   | [ 3 ]     |
|        |        | 25 mm    | 4,9 g  | 1,54 mm   | Rozsdamentes acél | 2011-2019   | [ 4 ]     |
|        |        | 23 mm    | 4,07 g | N/A       | Rozsdamentes acél | 2019-2021   | [ 5 ]     |

## Pénzverdék
A kétrúpiásokat összesen 4 pénzverdében verik:
- Mumbai
- Haidarábád
- Noida
- Kolkata

## Emlékérmék
1982 óta vernek kétrúpiás forgalmi emlékérméket. 2023-ig 21 különböző ilyen érmét vertek.